# Super Bass
Super Bass е песен от луксозното издание на албума Pink Friday на американсата рапърка Ники Минаж.

## Видео
Видеото на песента е пуснато на 5 май 2011 г.

## Кавър версии
На 4 февруари 2012 г. Селена Гомес направи кавър версия на Super Bass. Същия ден Тейлър Суифт също направи кавър версия на Super Bass.

## Дата на издаване
- САЩ[4] – 5 април 2011
- Австралия[5], Нова Зеландия[6] – 13 май 2011

## Позиции в музикалните класации
- Австралия (ARIA) – 6[7]
- Белгия (Ultratip Flanders) – 3[8]
- Ирландия (IRMA) – 21[9]
- Нидерландия (Mega Single Top 100) – 82[10]
- Нова Зеландия (RIANZ) – 3[11]
- Швейцария (Schewizer Hitparade) – 58[12]
- Швеция (Sverigetopplistan) – 43[13]
- Шотландия (Official Charts Company) – 8[14]

## Сертификации[15]
- Австралия[16], Нова Зеландия[17], САЩ[18] – платинен
- Великобритания – златен